# Liste des destroyers d'escorte de l'United States Navy
Voici la liste des destroyers d'escorte de la marine des  États-Unis. La liste est organisée en fonction du numéro d'immatriculation du navire (American Ship Hull numbers (en)) puis par ordre alphabétique.

## Classes de destroyers d'escorte
| Classe         | Type    | Tête de classe              | Commissionné      | # Navires commandés | # Navires construits |
| -------------- | ------- | --------------------------- | ----------------- | ------------------- | -------------------- |
| Evarts         | GMT     | USS Evarts (DE-5)           | 15 avril 1943     | 105                 | 65                   |
| Buckley        | TE      | USS Buckley (DE-51)         | 30 avril 1943     | 154                 | 65                   |
| Cannon         | DET     | USS Cannon (DE-99)          | 26 septembre 1943 | 116                 | 58                   |
| Edsall         | FMR     | USS Edsall (DE-129)         | 10 avril 1943     | 85                  | 85                   |
| Rudderow       | TEV     | USS Rudderow (DE-224)       | 15 mai 1944       | 252                 | 21                   |
| John C. Butler | WGT     | USS John C. Butler (DE-339) | 31er mars 1944    | 293                 | 83                   |
| Dealey         | SCB 72  | USS Dealey (DE-1006)        | 3 juin 1954       | 13                  | 13                   |
| Claud Jones    | SCB 131 | USS Claud Jones (DE-1033)   | 10 février 1959   | 4                   | 4                    |

## Destroyers d'escorte par numéro d'immatriculation
- ((B)DE-1) Bayntun
- ((B)DE-2) Bazely
- ((B)DE-3) Berry
- ((B)DE-4) Blackwood
- (DE-5) Evarts
- (DE-6) Wyffels
- (DE-7) Griswold
- (DE-8) Steele
- (DE-9) Carlson
- (DE-10) Bebas
- (DE-11) Crouter
- ((B)DE-12) Burges
- (DE-13) Brennan
- (DE-14) Doherty
- (DE-15) Austin
- (DE-16) Edgar G. Chase
- (DE-17) Edward C. Daly
- (DE-18) Gilmore
- (DE-19) Burden R. Hastings
- (DE-20) LeHardy
- (DE-21) Harold C. Thomas
- (DE-22) Wileman
- (DE-23) Charles R. Greer
- (DE-24) Whitman
- (DE-25) Wintle
- (DE-26) Dempsey
- (DE-27) Duffy
- (DE-28) Emery
- (DE-29) Stadtfeld
- (DE-30) Martin
- (DE-31) Sederstrom
- (DE-32) Fleming
- (DE-33) Tisdale
- (DE-34) Eisele
- (DE-35) Fair
- (DE-36) Manlove
- (DE-37) Greiner
- (DE-38) Wyman
- (DE-39) Lovering
- (DE-40) Sanders
- (DE-41) Brackett
- (DE-42) Reynolds
- (DE-43) Mitchell
- (DE-44) Donaldson
- (DE-45) Andres
- ((B)DE-46) Drury
- (DE-47) Decker
- (DE-48) Dobler
- (DE-49) Doneff
- (DE-50) Engstrom
- (DE-51) Buckley
- (DE-52) Bull
- (DE-53) Charles Lawrence
- (DE-54) Daniel T. Griffin
- (DE-55) Donaldson - à la Royal Navy comme HMS Byard (K315)
- (DE-56) Donnell
- (DE-57) Fogg
- (DE-58) Formore
- (DE-59) Foss
- (DE-60) Gantner
- (DE-61) Thomas J. Gary
- (DE-62) George W. Ingram
- (DE-63) Ira Jeffery
- (DE-64) Lamons
- (DE-65) Lee Fox
- (DE-66) Amesbury
- (DE-67) Essington
- (DE-68) Bates
- (DE-69) Blessman
- (DE-70) Joseph E. Campbell
- (DE-71) Oswald
- (DE-72) Harmon
- (DE-73) McAnn - à la Royal Navy comme HMS Balfour (K464)
- (DE-74) Ebert - à la Royal Navy comme HMS Bentley (K465)
- (DE-75) Eisele - à la Royal Navy comme HMS Bickerton (K466)
- (DE-76) Liddle - à la Royal Navy comme HMS Bligh (K467)
- (DE-77) Straub - à la Royal Navy comme HMS Braithwaite (K468)
- (DE-78) Bullen - à la Royal Navy comme HMS Bullen (K469)
- (DE-79) Byron - à la Royal Navy comme HMS Byron (K508)
- (DE-80) Conn
- (DE-81) Cotton
- (DE-82) Cranstoun
- (DE-83) Cubitt
- (DE-84) Curzon
- (DE-85) Dakins
- (DE-86) Deane
- (DE-87) Ekins
- (DE-88) Fitzroy
- (DE-89) Redmill
- (DE-90) Retalick
- (DE-91) Halsted
- (DE-92) Riou
- (DE-93) Rutherford
- (DE-94) Cosby
- (DE-95) Rowley
- (DE-96) Rupert
- (DE-97) Stockham
- (DE-98) Seymour
- (DE-99) Cannon
- (DE-100) Christopher
- (DE-101) Alger
- (DE-102) Thomas
- (DE-103) Bostwick
- (DE-104) Breeman
- (DE-105) Burrows
- (DE-106) Corbesier
- (DE-107) Cronin
- (DE-108) Crosley
- (DE-109) Marocain
- (DE-110) Hova
- (DE-111) Somali
- (DE-112) Carter
- (DE-113) Clarence L. Evans
- DE-114 to DE-128 never laid down
- (DE-129) Edsall
- (DE-130) Jacob Jones
- (DE-131) Hammann
- (DE-132) Robert E. Peary
- (DE-133) Pillsbury
- (DE-134) Pope
- (DE-135) Flaherty
- (DE-136) Frederick C. Davis
- (DE-137) Herbert C. Jones
- (DE-138) Douglas L. Howard
- (DE-139) Farquhar
- (DE-140) J. R. Y. Blakely
- (DE-141) Hill
- (DE-142) Fessenden
- (DE-143) Fiske
- (DE-144) Frost
- (DE-145) Huse
- (DE-146) Inch
- (DE-147) Blair
- (DE-148) Brough
- (DE-149) Chatelain
- (DE-150) Neunzer
- (DE-151) Poole
- (DE-152) Peterson
- (DE-153) Reuben James
- (DE-154) Sims
- (DE-155) Hopping
- (DE-156) Reeves
- (DE-157) Fechteler
- (DE-158) Chase
- (DE-159) Laning
- (DE-160) Loy
- (DE-161) Barber
- (DE-162) Levy
- (DE-163) McConnell
- (DE-164) Osterhaus
- (DE-165) Parks
- (DE-166) Baron
- (DE-167) Acree
- (DE-168) Amick
- (DE-169) Atherton
- (DE-170) Booth
- (DE-171) Carroll
- (DE-172) Cooner
- (DE-173) Eldridge
- (DE-174) Marts
- (DE-175) Pennewill
- (DE-176) Micka
- (DE-177) Reybold
- (DE-178) Herzog
- (DE-179) McAnn
- (DE-180) Trumpeter
- (DE-181) Straub
- (DE-182) Gustafson
- (DE-183) Samuel S. Miles
- (DE-184) Wesson
- (DE-185) Riddle
- (DE-186) Swearer
- (DE-187) Stern
- (DE-188) O'Neill
- (DE-189) Bronstein
- (DE-190) Baker
- (DE-191) Coffman
- (DE-192) Eisner
- (DE-193) Garfield Thomas
- (DE-194) Wingfield
- (DE-195) Thornhill
- (DE-196) Rinehart
- (DE-197) Roche
- (DE-198) Lovelace
- (DE-199) Manning
- (DE-200) Neuendorf
- (DE-201) James E. Craig
- (DE-202) Eichenberger
- (DE-203) Thomason
- (DE-204) Jordan
- (DE-205) Newman
- (DE-206) Liddle
- (DE-207) Kephart
- (DE-208) Cofer
- (DE-209) Lloyd
- (DE-210) Otter
- (DE-211) Hubbard
- (DE-212) Hayter
- (DE-213) William T. Powell
- (DE-214) Scott
- (DE-215) Burke
- (DE-216) Enright
- (DE-217) Coolbaugh
- (DE-218) Darby
- (DE-219) J. Douglas Blackwood
- (DE-220) Francis M. Robinson
- (DE-221) Solar
- (DE-222) Fowler
- (DE-223) Spangenberg
- (DE-224) Rudderow
- (DE-225) Day
- (DE-226) Crosley
- (DE-227) Cread
- (DE-228) Ruchamkin
- (DE-229) Kirwin
- (DE-230) Chaffee
- (DE-231) Hodges
- (DE-232) Kinzer
- (DE-233) Register
- (DE-234) Brock
- (DE-235) John Q. Roberts
- (DE-236) William M. Hobby
- (DE-237) Ray K. Edwards
- (DE-238) Stewart
- (DE-239) Sturtevant
- (DE-240) Moore
- (DE-241) Keith
- (DE-242) Tomich
- (DE-243) J. Richard Ward
- (DE-244) Otterstetter
- (DE-245) Sloat
- (DE-246) Snowden
- (DE-247) Stanton
- (DE-248) Swasey
- (DE-249) Marchand
- (DE-250) Hurst
- (DE-251) Camp
- (DE-252) Howard D. Crow
- (DE-253) Pettit
- (DE-254) Ricketts
- (DE-255) Sellstrom
- (DE-256) Seid
- (DE-257) Smartt
- (DE-258) Walter S. Brown
- (DE-259) William C. Miller
- (DE-260) Cabana
- (DE-261) Dionne
- (DE-262) Canfield
- (DE-263) Deede
- (DE-264) Elden
- (DE-265) Cloues
- (DE-266) Wintle
- (DE-267) Dempsey
- (DE-268) Duffy
- (DE-269) Eisner
- (DE-270) Gilette
- (DE-271) Fleming
- (DE-272) Lovering
- (DE-273) Sander
- (DE-274) O'Tool
- (DE-275) Reybold
- (DE-276) George
- (DE-277) Herzog
- (DE-278) Tisdale
- (DE-279) Trumpeter
- (DE-280) Kingsmill
- (DE-281) Arthur L. Bristol
- (DE-282) Truxtun
- (DE-283) Upham
- (DE-284) Weekes
- (DE-286) Sutton
- (DE-287) William M. Wood
- (DE-288) William R. Rush
- (DE-289) non nommé
- (DE-290) Williams
- DE-291 à DE-300 annulés
- (DE-301) Lake
- (DE-302) Lyman
- (DE-303) Crowley
- (DE-304) Rall
- (DE-305) Halloran
- (DE-306) Connolly
- (DE-307) Finnegan
- (DE-308) Creamer
- (DE-309) Ely
- (DE-310) Delbert W. Halsey
- (DE-311) Keppler
- (DE-312) Lloyd Thomas
- (DE-313) William C. Lawe
- (DE-314) William Keith
- (DE-315) non nommé
- (DE-316) Harveson
- (DE-317) Joyce
- (DE-318) Kirkpatrick
- (DE-319) Leopold
- (DE-320) Menges
- (DE-321) Mosley
- (DE-322) Newell
- (DE-323) Pride
- (DE-324) Falgout
- (DE-325) Lowe
- (DE-326) Gary
- (DE-327) Brister
- (DE-328) Finch
- (DE-329) Kretchmer
- (DE-330) O'Reilly
- (DE-331) Koiner
- (DE-332) Price
- (DE-333) Strickland
- (DE-334) Forster
- (DE-335) Daniel
- (DE-336) Roy O. Hale
- (DE-337) Dale W. Peterson
- (DE-338) Martin H. Ray
- (DE-339) John C. Butler
- (DE-340) O'Flaherty
- (DE-341) Raymond
- (DE-342) Richard W. Suesens
- (DE-343) Abercrombie
- (DE-344) Oberrender
- (DE-345) Robert Brazier
- (DE-346) Edwin A. Howard
- (DE-347) Jesse Rutherford
- (DE-348) Key
- (DE-349) Gentry
- (DE-350) Traw
- (DE-351) Maurice J. Manuel
- (DE-352) Naifeh
- (DE-353) Doyle C. Barnes
- (DE-354) Kenneth M. Willett
- (DE-355) Jaccard
- (DE-356) Lloyd E. Acree
- (DE-357) George E. Davis
- (DE-358) Mack
- (DE-359) Woodson
- (DE-360) Johnnie Hutchins
- (DE-361) Walton
- (DE-362) Rolf
- (DE-363) Pratt
- (DE-364) Rombach
- (DE-365) McGinty
- (DE-366) Alvin C. Cockrell
- (DE-367) French
- (DE-368) Cecil J. Doyle
- (DE-369) Thaddeus Parker
- (DE-370) John L. Williamson
- (DE-371) Presley
- (DE-372) Williams
- (DE-373) William C. Lawe
- (DE-374) Lloyd Thomas
- (DE-375) Keppler
- (DE-376) Kleinsmith
- (DE-377) Henry W. Tucker
- (DE-378) Weiss
- (DE-379) Francovich
- DE-380 et DE-381 annulé, sans nom
- (DE-382) Ramsden
- (DE-383) Mills
- (DE-384) Rhodes
- (DE-385) Richey
- (DE-386) Savage
- (DE-387) Vance
- (DE-388) Lansing
- (DE-389) Durant
- (DE-390) Calcaterra
- (DE-391) Chambers
- (DE-392) Merrill
- (DE-393) Haverfield
- (DE-394) Swenning
- (DE-395) Willis
- (DE-396) Janssen
- (DE-397) Wilhoite
- (DE-398) Cockrill
- (DE-399) Stockdale
- (DE-400) Hissem
- (DE-401) Holder
- (DE-402) Richard S. Bull
- (DE-403) Richard M. Rowell
- (DE-404) Eversole
- (DE-405) Dennis
- (DE-406) Edmonds
- (DE-407) Shelton
- (DE-408) Straus
- (DE-409) La Prade
- (DE-410) Jack Miller
- (DE-411) Stafford
- (DE-412) Walter C. Wann
- (DE-413) Samuel B. Roberts
- (DE-414) Le Ray Wilson
- (DE-415) Lawrence C. Taylor
- (DE-416) Melvin R. Nawman
- (DE-417) Oliver Mitchell
- (DE-418) Tabberer
- (DE-419) Robert F. Keller
- (DE-420) Leland E. Thomas
- (DE-421) Chester T. O'Brien
- (DE-422) Douglas A. Munro
- (DE-423) Dufilho
- (DE-424) Haas
- DE-425 à DE-437 quille jamais posée
- (DE-438) Corbesier
- (DE-439) Conklin
- (DE-440) McCoy Reynolds
- (DE-441) William Seiverling
- (DE-442) Ulvert M. Moore
- (DE-443) Kendall C. Campbell
- (DE-444) Goss
- (DE-445) Grady
- (DE-446) Charles E. Brannon
- (DE-447) Albert T. Harris
- (DE-448) Cross
- (DE-449) Hanna
- (DE-450) Joseph E. Connolly
- (DE-451) Woodrow R. Thompson
- (DE-452) Steinaker
- DE-453 à DE-507 annulés, sans nom
- (DE-508) Gilligan
- (DE-509) Formoe
- (DE-510) Heyliger
- DE-511 à DE-515 quille jamais posée
- (DE-516) Lawford
- (DE-517) Louis
- (DE-518) Lawson
- (DE-519) Pasley/Lindsay
- (DE-520) Loring
- (DE-521) Hoste
- (DE-522) Moorsom
- (DE-523) Manners
- (DE-524) Mounsey
- (DE-525) Inglis
- (DE-526) Inman
- (DE-527) O'Toole
- (DE-528) John J. Powers
- (DE-529) Mason
- (DE-530) John M. Bermingham
- (DE-531) Edward H. Allen
- (DE-532) Tweedy
- (DE-533) Howard F. Clark
- (DE-534) Silverstein
- (DE-535) Lewis
- (DE-536) Bivin
- (DE-537) Rizzi
- (DE-538) Osberg
- (DE-539) Wagner
- (DE-540) Vandivier
- (DE-541) Sheehan
- (DE-542) Oswald A. Powers
- (DE-543) Groves
- (DE-544) Alfred Wolf
- (DE-545) Harold J. Ellison
- (DE-546) Myles C. Fox
- (DE-547) Charles R. Ware
- (DE-548) Carpellotti
- (DE-549) Eugene A. Greene
- (DE-550) Gyatt
- (DE-551) Benner
- (DE-552) Kenneth D. Bailey
- (DE-553) Dennis J. Buckley
- (DE-554) Everett F. Larson
- (DE-555) Rogers Blood
- (DE-556) William R. Rush
- (DE-557) William M. Wood
- DE-558 à DE-562 quille jamais posée
- (DE-563) Spragge
- (DE-564) Stayner
- (DE-565) Thornborough
- (DE-566) Trollope
- (DE-567) Tyler
- (DE-568) Torrington
- (DE-569) Torrington
- (DE-570) Narborough
- (DE-571) Whitaker
- (DE-572) Holmes
- (DE-573) Hargood
- (DE-574) Hotham
- (DE-575) Ahrens
- (DE-576) Barr
- (DE-577) Alexander J. Luke
- (DE-578) Robert I. Paine
- (DE-579) Riley
- (DE-580) Leslie L.B. Knox
- (DE-581) McNulty
- (DE-582) Metivier
- (DE-583) George A. Johnson
- (DE-584) Charles J. Kimmel
- (DE-585) Daniel A. Joy
- (DE-586) Lough
- (DE-587) Thomas F. Nickel
- (DE-588) Peiffer
- (DE-589) Tinsman
- (DE-590) Ringness
- (DE-591) Knudson
- (DE-592) Rednour
- (DE-593) Tollberg
- (DE-594) William J. Pattison
- (DE-595) Myers
- (DE-596) Walter B. Cobb
- (DE-597) Earle B. Hall
- (DE-598) Harry L. Corl
- (DE-599) Belet
- (DE-600) Julius A. Raven
- (DE-601) Walsh
- (DE-602) Hunter Marshall
- (DE-603) Earheart
- (DE-604) Walter S. Gorka
- (DE-605) Rogers Blood
- (DE-606) Francovich
- DE-607 à DE-632 quille jamais posée
- (DE-633) Foreman
- (DE-634) Whitehurst
- (DE-635) England
- (DE-636) Witter
- (DE-637) Bowers
- (DE-638) Willmarth
- (DE-639) Gendreau
- (DE-640) Fieberling
- (DE-641) William C. Cole
- (DE-642) Paul G. Baker
- (DE-643) Damon M. Cummings
- (DE-644) Vammen
- DE-645 à DE-664 quille jamais posée
- (DE-665) Jenks
- (DE-666) Durik
- (DE-667) Wiseman
- (DE-668) Yokes
- (DE-669) Pavlic
- (DE-670) Odum
- (DE-671) Jack C. Robinson
- (DE-672) Bassett
- (DE-673) John P. Gray
- (DE-674) Joseph M. Auman
- (DE-675) Weber
- (DE-676) Schmitt
- (DE-677) Frament
- (DE-678) Harmon
- (DE-679) Greenwood
- (DE-680) Loeser
- (DE-681) Gillette
- (DE-682) Underhill
- (DE-683) Henry R. Kenyon
- (DE-684) De Long
- (DE-685) Coates
- (DE-686) Eugene E. Elmore
- (DE-687) Kline
- (DE-688) Raymon W. Herndon
- (DE-689) Scribner
- (DE-690) Diachenko
- (DE-691) Horace A. Bass
- (DE-692) Wantuck
- (DE-693) Bull
- (DE-694) Bunch
- (DE-695) Rich
- (DE-696) Spangler
- (DE-697) George
- (DE-698) Raby
- (DE-699) Marsh
- (DE-700) Currier
- (DE-701) Osmus
- (DE-702) Earl V. Johnson
- (DE-703) Holton
- (DE-704) Cronin
- (DE-705) Frybarger
- (DE-706) Holt
- (DE-707) Jobb
- (DE-708) Parle
- (DE-709) Bray
- (DE-710) Gosselin
- (DE-711) Begor
- (DE-712) Cavallaro
- (DE-713) Donald W. Wolf
- (DE-714) Cook
- (DE-715) Walter X. Young
- (DE-716) Balduck
- (DE-717) Burdo
- (DE-718) Kleinsmith
- (DE-719) Weiss
- (DE-720) Carpellotti
- (DE-721) Don O. Woods
- (DE-722) Beverly W. Reid
- (DE-723) Walter X. Young
- DE-724 à DE-738 quille jamais posée
- (DE-739) Bangust
- (DE-740) Waterman
- (DE-741) Weaver
- (DE-742) Hilbert
- (DE-743) Lamons
- (DE-744) Kyne
- (DE-745) Snyder
- (DE-746) Hemminger
- (DE-747) Bright
- (DE-748) Tills
- (DE-749) Roberts
- (DE-750) McClelland
- (DE-751) Gaynier
- (DE-752) Curtis W. Howard
- (DE-753) John J. Vanburen
- (DE-754) Willard Keith
- (DE-755) Paul G. Baker
- (DE-756) Damon Cummings
- DE-757 à DE-762 annulés
- (DE-763) Cates
- (DE-764) Gandy
- (DE-765) Earl K. Olsen
- (DE-766) Slater
- (DE-767) Oswald
- (DE-768) Ebert
- (DE-769) Neal A. Scott
- (DE-770) Muir
- (DE-771) Sutton
- (DE-772) Milton Lewis
- (DE-773) George M. Campbell
- (DE-774) Russell M. Cox
- DE-775 à DE-788 quille jamais posée
- (DE-789) Tatum
- (DE-790) Borum
- (DE-791) Maloy
- (DE-792) Haines
- (DE-793) Runels
- (DE-794) Hollis
- (DE-795) Gunason
- (DE-796) Major
- (DE-797) Weeden
- (DE-798) Varian
- (DE-799) Scroggins
- (DE-800) Jack W. Wilke
- DE-801 à DE-995 annulés, sans nom
- DE-996 à DE-1005 annulés, sans nom
- (DE-1006) Dealey
- DE-1007 à DE-1013 financés par l'United States Navy et construits en France pour la Marine nationale
- (DE-1014) Cromwell
- (DE-1015) Hammerberg
- DE-1016 à DE-1019 financés par l'United States Navy et construits en France pour la Marine nationale
- DE-1020 financés par l'United States Navy et construits en Italie pour la marine italienne
- (DE-1021) Courtney
- (DE-1022) Lester
- (DE-1023) Evans
- (DE-1024) Bridget
- (DE-1025) Bauer
- (DE-1026) Hooper
- (DE-1027) John Willis
- (DE-1028) Van Voorhis
- (DE-1029) Hartley
- (DE-1030) Taussig
- DE-1031 financés par l'United States Navy et construits en Italie pour la marine italienne
- DE-1032 financés par l'United States Navy et construits en Italie pour la marine Portugaise
- (DE-1033) Claud Jones
- (DE-1034) John R. Perry
- (DE-1035) Charles Berry
- (DE-1036) McMorris
- (DE-1037) Bronstein
- (DE-1038) McCloy
- DE-1039 financés par l'United States Navy et construits en Italie pour la marine Portugaise
- (DE-1040) Garcia
- (DE-1041) Bradley
- DE-1042 financés par l'United States Navy et construits en Italie pour la marine Portugaise
- (DE-1043) Edward McDonnell
- (DE-1044) Brumby
- (DE-1045) Davidson
- DE-1046 financés par l'United States Navy et construits en Italie pour la marine Portugaise
- (DE-1047) Voge
- (DE-1048) Sample
- (DE-1049) Koelsch
- (DE-1050) Albert David
- (DE-1051) O'Callahan
- (DE-1052) Knox
- (DE-1053) Roark
- (DE-1054) Gray
- (DE-1055) Hepburn
- (DE-1056) Connole
- (DE-1057) Rathburne
- (DE-1058) Meyerkord
- (DE-1059) William S. Sims
- (DE-1060) Lang
- (DE-1061) Patterson
- (DE-1062) Whipple
- (DE-1063) Reasoner
- (DE-1064) Lockwood
- (DE-1065) Stein
- (DE-1066) Marvin Shields
- (DE-1067) Francis Hammond
- (DE-1068) Vreeland
- (DE-1069) Bagley
- (DE-1070) Downes
- (DE-1071) Badger
- (DE-1072) Blakely
- (DE-1073) Robert E. Peary
- (DE-1074) Harold E. Holt
- (DE-1075) Trippe
- (DE-1076) Fanning
- (DE-1077) Ouellett
- (DE-1078) Joseph Hewes
- (DE-1079) Bowen
- (DE-1080) Paul
- (DE-1081) Alwyn
- (DE-1082) Elmer Montgomery
- (DE-1083) Cook
- (DE-1084) McCandless
- (DE-1085) Donald B. Beary
- (DE-1086) Brewton
- (DE-1087) Kirk
- (DE-1088) Barbey
- (DE-1089) Jesse L. Brown
- (DE-1090) Ainsworth
- (DE-1091) Miller
- (DE-1092) Thomas C. Hart
- (DE-1093) Capodanno
- (DE-1094) Pharris
- (DE-1095) Truett
- (DE-1096) Valdez
- (DE-1097) Moinester
- DE-1098 à 1107  annulés, sans nom
- (DE-1098) Glover  (le numéro 1098 est réutilisé)

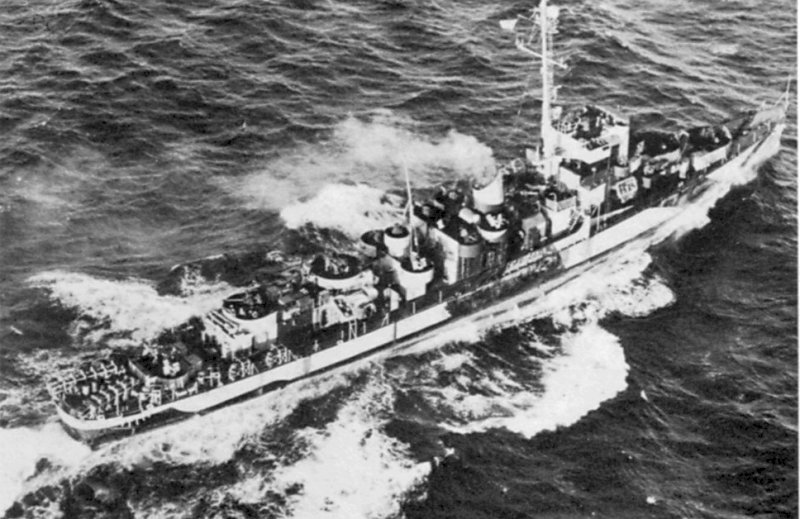
USS Evarts (DE-5)
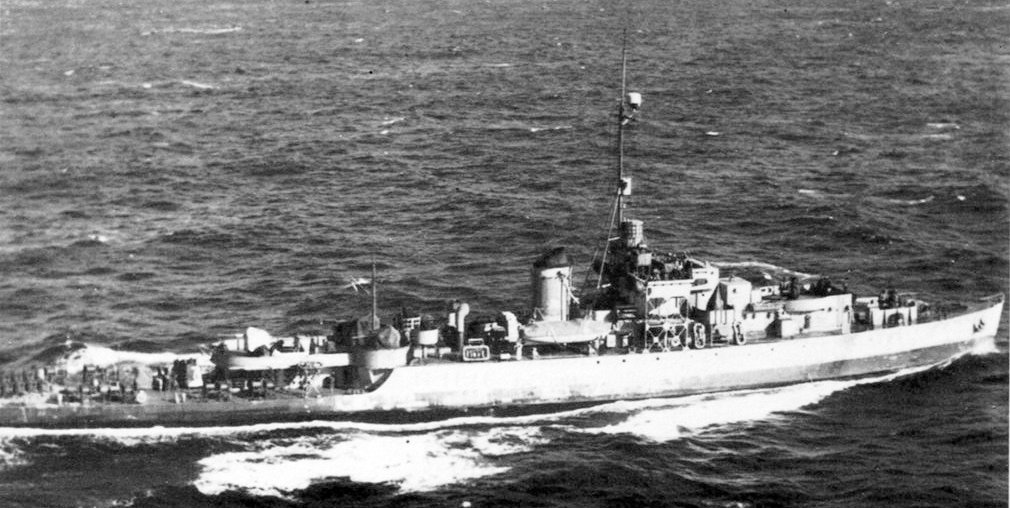
USS Ashville (PF-1)
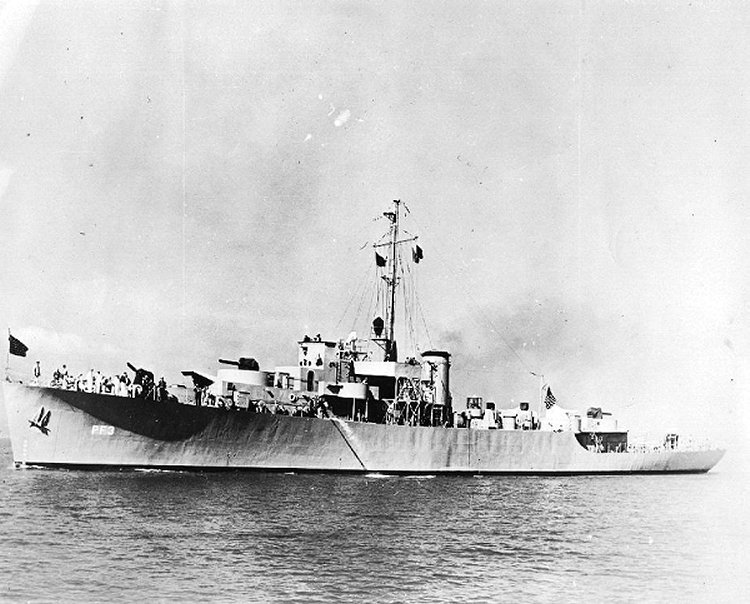
USS Tacoma (PF-3)

## Destroyers d'escorte par ordre alphabétique
- Abercrombie (DE-34)
- Acree (DE-167)
- Ahrens (DE-575)
- Ainsworth (DE-1090)
- Albert David (DE-1050)
- Albert T. Harris (DE-447)
- Alexander J. Luke (DE-577)
- Alfred Wolf (DE-544)
- Alger (DE-101)
- Alvin C. Cockrell (DE-366)
- Alwyn (DE-1081)
- Amesbury (DE-66)
- Amick (DE-168)
- Andres (DE-45)
- Arthur L. Bristol (DE-281)
- Atherton (DE-169)
- Austin (DE-15)
- Badger (DE-1071)
- Bagley (DE-1069)
- Baker (DE-190)
- Balduck (DE-716)
- Bangust (DE-739)
- Barber (DE-161)
- Barbey (DE-1088)
- Baron (DE-166)
- Barr (DE-576)
- Bassett (DE-672)
- Bates (DE-68)
- Bauer (DE-1025)
- Bayntun (DE-1)
- Bazely (DE-2)
- Bebas (DE-10)
- Begor (APD-127)
- Belet (DE-599)
- Benner (DE-551)
- Berry (DE-3)
- Beverly W. Reid (DE-722)
- Bickerton (Eisele) (DE-75)
- Bivin (DE-536)
- Blackwood (DE-4)
- Blair (DE-147)
- Blakely (DE-1072)
- Blessman (DE-69)
- Booth (DE-170)
- Borum (DE-790)
- Bostwick (DE-103)
- Bowen (DE-1079)
- Bowers (DE-637)
- Brackett (DE-41)
- Bradley (DE-1041)
- Bray (DE-709)
- Breeman (DE-104)
- Brennan (DE-13)
- Brewton (DE-1086)
- Bridget (DE-1024)
- Bright (DE-747)
- Brister (DE-327)
- Brock (DE-234)
- Bronstein (DE-189)
- Bronstein (DE-1037)
- Brough (DE-148)
- Brumby (DE-1044)
- Buckley (DE-51)
- Bull (DE-52)
- Bull (DE-693)
- Bullen (DE-78)
- Bunch (DE-694)
- Burden R. Hastings (DE-19)
- Burdo (DE-717)
- Burges (DE-12)
- Burke (DE-215)
- Burrows (DE-105)
- Byron (DE-79)
- Cabana (DE-260)
- Calcaterra (DE-390)
- Camp (DE-251)
- Canfield (DE-262)
- Cannon (DE-99)
- Capodanno (DE-1093)
- Carlson (DE-9)
- Carpellotti (DE-548)
- Carpellotti  (DE-720)
- Carroll (DE-171)
- Carter (DE-112)
- Cates (DE-763)
- Cavallaro (DE-712)
- Cecil J. Doyle (DE-368)
- Chaffee (DE-230)
- Chambers (DE-391)
- Charles Berry (DE-1035)
- Charles E. Brannon (DE-446)
- Charles J. Kimmel (DE-584)
- Charles Lawrence (DE-53)
- Charles R. Greer (DE-23)
- Charles R. Ware (DE-547)
- Chase (DE-158)
- Chatelain (DE-149)
- Chester T. O'Brien (DE-421)
- Christopher (DE-100)
- Clarence L. Evans (DE-113)
- Claud Jones (DE-1033)
- Cloues (DE-265)
- Coates (DE-685)
- Cockrill (DE-398)
- Cofer (DE-208)
- Coffman (DE-191)
- Conklin (DE-439)
- Conn (DE-80)
- Connole (DE-1056)
- Connolly (DE-306)
- Cook (DE-714)
- Cook (DE-1083)
- Coolbaugh (DE-217)
- Cooner (DE-172)
- Corbesier (DE-106)
- Corbesier (DE-438)
- Cosby (DE-94)
- Cotton (DE-81)
- Courtney (DE-1021)
- Cranstoun (DE-82)
- Cread (DE-227)
- Creamer (DE-308)
- Cromwell (DE-1014)
- Cronin (DE-107)
- Cronin (DE-704)
- Crosley (DE-108)
- Crosley (DE-226)
- Cross (DE-448)
- Crouter (DE-11)
- Crowley (DE-303)
- Cubitt (DE-83)
- Currier (DE-700)
- Curtis W. Howard (DE-752)
- Curzon (DE-84)
- Dakins (DE-85)
- Dale W. Peterson (DE-337)
- Damon Cummings (DE-756)
- Damon M. Cummings (DE-643)
- Daniel (DE-335)
- Daniel A. Joy (DE-585)
- Daniel T. Griffin (DE-54)
- Darby (DE-218)
- Davidson (DE-1045)
- Day (DE-225)
- De Long (DE-684)
- Dealey (DE-1006)
- Deane (DE-86)
- Decker (DE-47)
- Deede (DE-263)
- Delbert W. Halsey (DE-310)
- De Long (DE-684)
- Dempsey (DE-26)
- Dempsey (DE-267)
- Dennis (DE-405)
- Dennis J. Buckley (DE-553)
- Diachenko (DE-690)
- Dionne (DE-261)
- Dobler (DE-48)
- Doherty (DE-14)
- Don O. Woods (DE-721)
- Donald B. Beary (DE-1085)
- Donaldson (DE-44)
- Donaldson (DE-55)
- Donald W. Wolf (DE-713)
- Doneff (DE-49)
- Donnell (DE-56)
- Douglas A. Munro (DE-422)
- Douglas L. Howard (DE-138)
- Downes (DE-1070)
- Doyle C. Barnes (DE-353)
- Durant (DE-389)
- Drury (DE-46)
- Duffy (DE-27)
- Dufilho (DE-423)
- Durant (DE-389)
- Durik (DE-666)
- Earheart (DE-603)
- Earl K. Olsen (DE-765)
- Earl V. Johnson (DE-702)
- Earle B. Hall (DE-597)
- Ebert (DE-74)
- Ebert (DE-768)
- Edgar G. Chase (DE-16)
- Edmonds (DE-406)
- Edsall (DE-129)
- Edward C. Daly (DE-17)
- Edward H. Allen (DE-531)
- Edward McDonnell (DE-1043)
- Edwin A. Howard (DE-346)
- Eichenberger (DE-202)
- Eisele (DE-34)
- Eisele (DE-75)
- Eisner (DE-192)
- Eisner (DE-269)
- Ekins (DE-87)
- Elden (DE-264)
- Eldridge (DE-173)
- Elmer Montgomery (DE-1082)
- Ely (DE-309)
- Emery (DE-28)
- England (DE-635)
- Engstrom (DE-50)
- Enright (DE-216)
- Essington (DE-67)
- Eugene A. Greene (DE-549)
- Eugene E. Elmore (DE-686)
- Evans (DE-1023)
- Evarts (DE-5)
- Everett F. Larson (DE-554)
- Eversole (DE-404)
- Fair (DE-35)
- Falgout (DE-324)
- Fanning (DE-1076)
- Farquhar (DE-139)
- Fechteler (DE-157)
- Fessenden (DE-142)
- Fieberling (DE-640)
- Finch (DE-328)
- Finnegan (DE-307)
- Fiske (DE-143)
- Fitzroy (DE-88)
- Flaherty (DE-135)
- Fleming (DE-32)
- Fleming (DE-271)
- Fogg (DE-57)
- Foreman (DE-633)
- Formoe (DE-509)
- Formore (DE-58)
- Forster (DE-334)
- Foss (DE-59)
- Fowler (DE-222)
- Frament (DE-677)
- Francis Hammond (DE-1067)
- Francis M. Robinson (DE-220)
- Francovich (DE-379)
- Francovich (DE-606)
- Frederick C. Davis (DE-136)
- French (DE-367)
- Frost (DE-144)
- Frybarger (DE-705)
- Gandy (DE-764)
- Gantner (DE-60)
- Garcia (DE-1040)
- Garfield Thomas (DE-193)
- Gary (DE-326)
- Gaynier (DE-751)
- Gendreau (DE-639)
- Gentry (DE-349)
- George (DE-276)
- George (DE-697)
- George A. Johnson (DE-583)
- George E. Davis (DE-357)
- George M. Campbell (DE-773)
- George W. Ingram (DE-62)
- Gilette (DE-270)
- Gillette (DE-681)
- Gilligan (DE-508)
- Gilmore (DE-18)
- Glover (DE-1098)
- Goss (DE-444)
- Gosselin (DE-710)
- Grady (DE-445)
- Gray (DE-1054)
- Greenwood (DE-679)
- Greiner (DE-37)
- Griswold (DE-7)
- Groves (DE-543)
- Gunason (DE-795)
- Gustafson (DE-182)
- Haas (DE-424)
- Hartley (DE-1029)
- Haines (DE-792)
- Halloran (DE-305)
- Halstead (DE-91)
- Hammann (DE-131)
- Hammerberg (DE-1015)
- Hanna (DE-449)
- Hargood (DE-573)
- Harmon (DE-72)
- Harmon (DE-678)
- Harold C. Thomas (DE-21)
- Harold E. Holt (DE-1074)
- Harold J. Ellison (DE-545)
- Harry L. Corl (DE-598)
- Hartley (DE-1029)
- Harveson (DE-316)
- Haverfield (DE-393)
- Hayter (DE-212)
- Hemminger (DE-746)
- Henry R. Kenyon (DE-683)
- Henry W. Tucker (DE-377)
- Hepburn (DE-1055)
- Herbert C. Jones (DE-137)
- Herzog (DE-178)
- Herzog (DE-277)
- Heyliger (DE-510)
- Hilbert (DE-742)
- Hill (DE-141)
- Hissem (DE-400)
- Hodges (DE-231)
- Holder (DE-401)
- Hollis (DE-794)
- Holmes (DE-572)
- Holt (DE-706)
- Holton (DE-703)
- Hooper (DE-1026)
- Hopping (DE-155)
- Horace A. Bass (DE-691)
- Hoste (DE-521)
- Hotham (DE-574)
- Hova (DE-110)
- Howard D. Crow (DE-252)
- Howard F. Clark (DE-533)
- Hubbard (DE-211)
- Hunter Marshall (DE-602)
- Hurst (DE-250)
- Huse (DE-145)
- Inch (DE-146)
- Inglis (DE-525)
- Inman (DE-526)
- Ira Jeffery (DE-63)
- J. Douglas Blackwood (DE-219)
- J. R. Y. Blakely (DE-140)
- J. Richard Ward (DE-243)
- Jaccard (DE-355)
- Jack C. Robinson (DE-671)
- Jack Miller (DE-410)
- Jack W. Wilke (DE-800)
- Jacob Jones (DE-130)
- James E. Craig (DE-201)
- Janssen (DE-396)
- Jenks (DE-665)
- Jesse L. Brown (DE-1089)
- Jesse Rutherford (DE-347)
- Jobb (DE-707)
- John C. Butler (DE-339)
- John J. Powers (DE-528)
- John J. Van Buren (DE-753)
- John L. Williamson (DE-370)
- John M. Bermingham (DE-530)
- John P. Gray (DE-673)
- John Q. Roberts (DE-235)
- John R. Perry (DE-1034)
- John Willis (DE-1027)
- Johnnie Hutchins (DE-360)
- Jordan (DE-204)
- Joseph E. Campbell (DE-70)
- Joseph E. Connolly (DE-450)
- Joseph Hewes (DE-1078)
- Joseph M. Auman (DE-674)
- Joyce (DE-317)
- Julius A. Raven (DE-600)
- Keith (DE-241)
- Kendall C. Campbell (DE-443)
- Kenneth D. Bailey (DE-552)
- Kenneth M. Willett (DE-354)
- Kephart (DE-207)
- Keppler (DE-311)
- Keppler (DE-375)
- Key (DE-348)
- Kingsmill (DE-280)
- Kinzer (DE-232)
- Kirk (DE-1087)
- Kirkpatrick (DE-318)
- Kirwin (DE-229)
- Kleinsmith (DE-376)
- Kleinsmith (DE-718)
- Kline (DE-687)
- Knox (DE-1052)
- Knudsen (DE-591)
- Koelsch (DE-1049)
- Koiner (DE-331)
- Kretchmer (DE-329)
- Kyne (DE-744)
- La Prade (DE-409)
- Lake (DE-301)
- Lamons (DE-64)
- Lamons (DE-743)
- Lang (DE-1060)
- Laning (DE-159)
- Lansing (DE-388)
- Lawford (DE-516)
- Lawrence C. Taylor (DE-415)
- Lawson (DE-518)
- Le Ray Wilson (DE-414)
- Lee Fox (DE-65)
- LeHardy (DE-20)
- Leland E. Thomas (DE-420)
- Leopold (DE-319)
- Leslie L.B. Knox (DE-580)
- Lester (DE-1022)
- Levy (DE-162)
- Lewis (DE-535)
- Liddle (DE-76)
- Liddle (DE-206)
- Lloyd (DE-209)
- Lloyd E. Acree (DE-356)
- Lloyd Thomas (DE-312)
- Lloyd Thomas (DE-374)
- Lockwood (DE-1064)
- Loeser (DE-680)
- Loring (DE-520)
- Lough (DE-586)
- Louis (DE-517)
- Lovelace (DE-198)
- Lovering (DE-39)
- Lovering (DE-272)
- Lowe (DE-325)
- Loy (DE-160)
- Lyman (DE-302)
- Mack (DE-358)
- Major (DE-796)
- Maloy (DE-791)
- Manlove (DE-36)
- Manners (DE-523)
- Manning (DE-199)
- Marchand (DE-249)
- Marocain (DE-109)
- Marsh (DE-699)
- Martin (DE-30)
- Martin H. Ray (DE-338)
- Marts (DE-174)
- Marvin Shields (DE-1066)
- Mason (DE-529)
- Maurice J. Manuel (DE-351)
- McAnn (DE-73) - à la Royal Navy comme HMS Balfour (K464)
- McAnn (DE-179)
- McCandless (DE-1084)
- McClelland (DE-750)
- McCloy (DE-1038)
- McConnell (DE-163)
- McCoy Reynolds (DE-440)
- McGinty (DE-365)
- McMorris (DE-1036)
- McNulty (DE-581)
- Melvin R. Nawman (DE-416)
- Menges (DE-320)
- Merrill (DE-392)
- Metivier (DE-582)
- Meyerkord (DE-1058)
- Micka (DE-176)
- Miller (DE-1091)
- Mills (DE-383)
- Milton Lewis (DE-772)
- Mitchell (DE-43)
- Moinester (DE-1097)
- Moore (DE-240)
- Moorsom (DE-522)
- Mosley (DE-321)
- Mounsey (DE-524)
- Muir (DE-770)
- Myers (DE-595)
- Myles C. Fox (DE-546)
- Naifeh (DE-352)
- Narborough (DE-570)
- Neal A. Scott (DE-769)
- Neuendorf (DE-200)
- Neunzer (DE-150)
- Newell (DE-322)
- Newman (DE-205)
- Oberrender (DE-344)
- O'Callahan (DE-1051)
- Odum (DE-670)
- O'Flaherty (DE-340)
- Oliver Mitchell (DE-417)
- O'Neill (DE-188)
- O'Reilly (DE-330)
- Osberg (DE-538)
- Osmus (DE-701)
- Osterhaus (DE-164)
- Oswald (DE-71)
- Oswald (DE-767)
- Oswald A. Powers (DE-542)
- O'Tool (DE-274)
- O'Toole (DE-527)
- Otter (DE-210)
- Otterstetter (DE-244)
- Ouellet (DE-1077)
- Parks (DE-165)
- Parle (DE-708)
- Pasley/Lindsay (DE-519)
- Patterson (DE-1061)
- Paul (DE-1080)
- Paul G. Baker (DE-642)
- Paul G. Baker (DE-755)
- Pavlic (DE-669)
- Peiffer (DE-588)
- Pennewill (DE-175)
- Peterson (DE-152)
- Pettit (DE-253)
- Pharris (DE-1094)
- Pillsbury (DE-133)
- Poole (DE-151)
- Pope (DE-134)
- Pratt (DE-363)
- Presley (DE-371)
- Price (DE-332)
- Pride (DE-323)
- Raby (DE-698)
- Rall (DE-304)
- Ramsden (DE-382)
- Rathburne (DE-1057)
- Ray K. Edwards (DE-237)
- Raymond (DE-341)
- Raymon W. Herndon (DE-688)
- Reasoner (DE-1063)
- Redmill (DE-89)
- Rednour (DE-592)
- Reeves (DE-156)
- Register (DE-233)
- Retalick (DE-90)
- Reuben James (DE-153)
- Reybold (DE-177)
- Reybold (DE-275)
- Reynolds (DE-42)
- Rhodes (DE-384)
- Rich (DE-695)
- Richard M. Rowell (DE-403)
- Richard S. Bull (DE-402)
- Richard W. Suesens (DE-342)
- Richey (DE-385)
- Ricketts (DE-254)
- Riddle (DE-185)
- Riley (DE-579)
- Rinehart (DE-196)
- Ringness (DE-590)
- Riou (DE-92)
- Rizzi (DE-537)
- Roark (DE-1053)
- Robert Brazier (DE-345)
- Robert E. Peary (DE-132)
- Robert E. Peary (DE-1073)
- Robert F. Keller (DE-419)
- Robert I. Paine (DE-578)
- Roberts (DE-749)
- Roche (DE-197)
- Rogers Blood (DE-555)
- Rogers Blood (DE-605)
- Rolf (DE-362)
- Rombach (DE-364)
- Rowley (DE-95)
- Roy O. Hale (DE-336)
- Ruchamkin (DE-228)
- Rudderow (DE-224)
- Runels (DE-793)
- Rupert (DE-96)
- Russell M. Cox (DE-774)
- Rutherford (DE-93)
- Sample (DE-1048)
- Samuel B. Roberts (DE-413)
- Samuel S. Miles (DE-183)
- Sander (DE-273)
- Sanders (DE-40)
- Savage (DE-386)
- Schmitt (DE-676)
- Scott (DE-214)
- Scribner (DE-689)
- Scroggins (DE-799)
- Sederstrom (DE-31)
- Seid (DE-256)
- Sellstrom (DE-255)
- Seymour (DE-98)
- Sheehan (DE-541)
- Shelton (DE-407)
- Silverstein (DE-534)
- Sims (DE-154)
- Slater (DE-766)
- Sloat (DE-245)
- Smartt (DE-257)
- Snowden (DE-246)
- Snyder (DE-745)
- Solar (DE-221)
- Somali (DE-111)
- Spangenberg (DE-223)
- Spangler (DE-696)
- Spragge (DE-563)
- Stadtfeld (DE-29)
- Stafford (DE-411)
- Stanton (DE-247)
- Stayner (DE-564)
- Steele (DE-8)
- Stein (DE-1065)
- Steinaker (DE-452)
- Stern (DE-187)
- Stewart (DE-238)
- Stockdale (DE-399)
- Stockham (DE-97)
- Straub (DE-77)
- Straub (DE-181)
- Straus (DE-408)
- Strickland (DE-333)
- Sturtevant (DE-239)
- Sutton (DE-286)
- Sutton (DE-771)
- Swasey (DE-248)
- Swearer (DE-186)
- Swenning (DE-394)
- Tabberer (DE-418)
- Tatum (DE-789)
- Joseph K. Taussig (DE-1030)
- Thaddeus Parker (DE-369)
- Thomas (DE-102)
- Thomas C. Hart (DE-1092)
- Thomas F. Nickel (DE-587)
- Thomas J. Gary (DE-61)
- Thomason (DE-203)
- Thornborough (DE-565)
- Thornhill (DE-195)
- Tills (DE-748)
- Tinsman (DE-589)
- Tisdale (DE-33)
- Tisdale (DE-278)
- to DE-300 cancelled DE-291
- Tollberg (DE-593)
- Tomich (DE-242)
- Torrington (DE-568)
- Torrington (DE-569)
- Traw (DE-350)
- Trippe (DE-1075)
- Trollope (DE-566)
- Truett (DE-1095)
- Trumpeter (DE-180)
- Trumpeter (DE-279)
- Truxtun (DE-282)
- Tweedy (DE-532)
- Tyler (DE-567)
- Ulvert M. Moore (DE-442)
- Underhill (DE-682)
- Upham (DE-283)
- Valdez (DE-1096)
- Vammen (DE-644)
- Van Hoorhis (DE-1028)
- Vance (DE-387)
- Vandivier (DE-540)
- Varian (DE-798)
- Voge (DE-1047)
- Vreeland (DE-1068)
- Wagner (DE-539)
- Walsh (DE-601)
- Walter B. Cobb (DE-596)
- Walter C. Wann (DE-412)
- Walter S. Brown (DE-258)
- Walter S. Gorka (DE-604)
- Walter X. Young (APD-131)
- Walter X. Young (DE-723)
- Walton (DE-361)
- Wantuck (DE-692)
- Waterman (DE-740)
- Weaver (DE-741)
- Weber (DE-675)
- Weeden (DE-797)
- Weekes (DE-284)
- Weiss (DE-378)
- Weiss (DE-719)
- Wesson (DE-184)
- Whipple (DE-1062)
- Whitaker (DE-571)
- Whitehurst (DE-634)
- Whitman (DE-22)
- Wileman (DE-24)
- Wilhoite (DE-397)
- Willard Keith (DE-754)
- William C. Cole (DE-641)
- William C. Lawe (DE-313)
- William C. Lawe (DE-373)
- William C. Miller (DE-259)
- William J. Pattison (DE-594)
- William Keith (DE-314)
- William M. Hobby (DE-236)
- William M. Wood (DE-287)
- William M. Wood (DE-557)
- William R. Rush (DE-288)
- William R. Rush (DE-556)
- William S. Sims (DE-1059)
- William Seiverling (DE-441)
- William T. Powell (DE-213)
- Williams (DE-290)
- Williams (DE-372)
- Willis (DE-395)
- Willmarth (DE-638)
- Wingfield (DE-194)
- Wintle (DE-25)
- Wintle (DE-266)
- Wiseman (DE-667)
- Witter (DE-636)
- Woodrow R. Thompson (DE-451)
- Woodson (DE-359)
- Wyffels (DE-6)
- Wyman (DE-38)
- Yokes (DE-668)

## Destroyers d'escorte lance missile
- (DEG-1) Brooke
- (DEG-2) Ramsey
- (DEG-3) Schofield
- (DEG-4) Talbot
- (DEG-5) Richard L. Page
- (DEG-6) Julius A. Furer
- DEG-7 à 13 financés par l'United States Navy, et construits pour le Portugal.[réf. nécessaire].